# 日根野秀盛
日根野 秀盛（ひねの ひでもり）は、室町時代に活動した武士。

## 概要
康正3年（1457年）6月26日に日根郡の国人8人と共に一味同心して一揆を結成した。この文書が「日根文書」の中に所収されていること、最後に署名していることから、秀盛は国人の中でも有力な武士であったとわかる。